# كارلوس مارتينيز (عداء سريع)
كارلوس مارتينيز هو عداء سريع كوبي، ولد في 26 مايو 1945.

## وصلات خارجية
- كارلوس مارتينيز على موقع أوليمبيديا (الإنجليزية)